# Christuskirche (Köln)

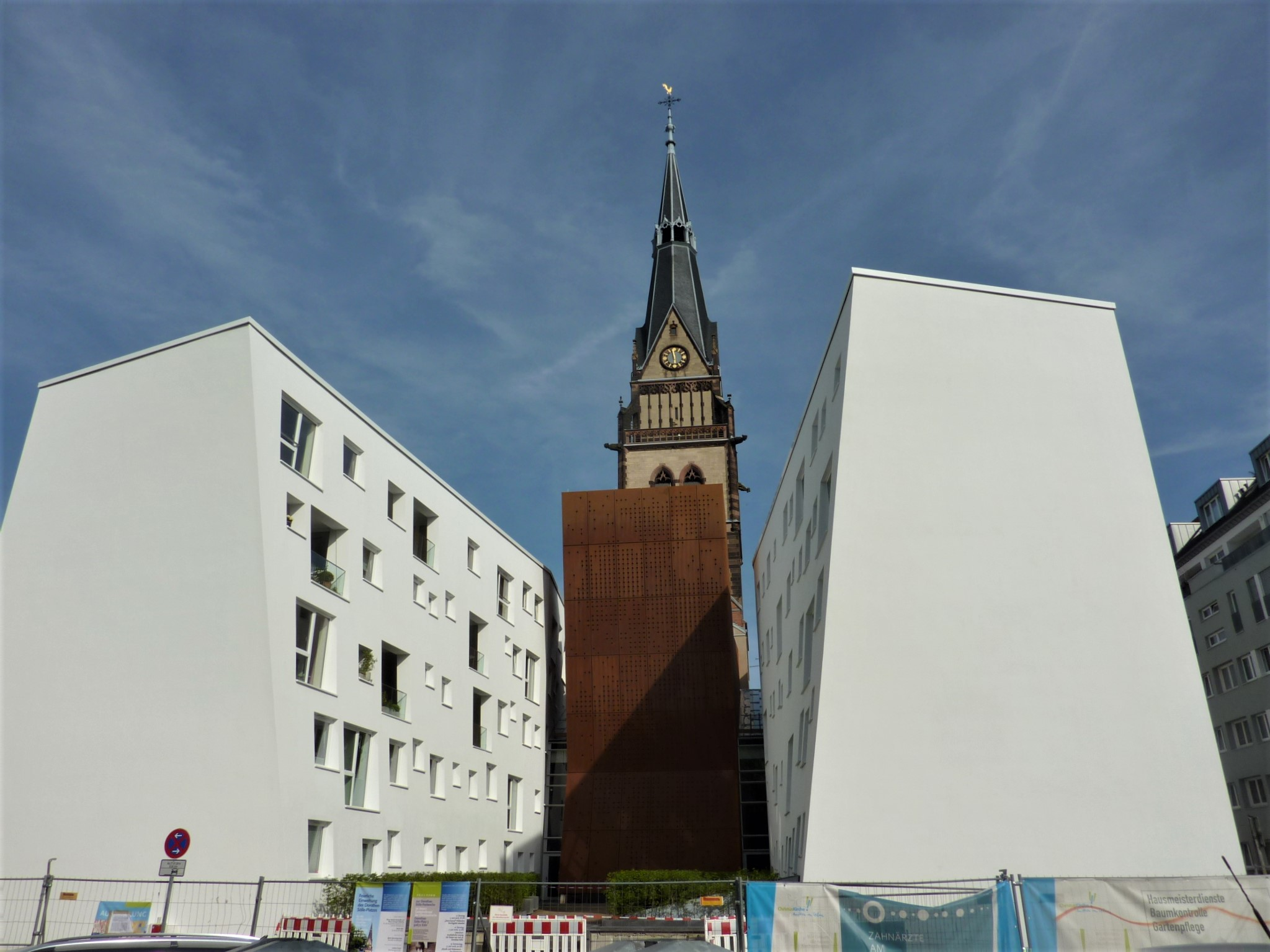
Die Christuskirche mit Neubauten Mai 2016

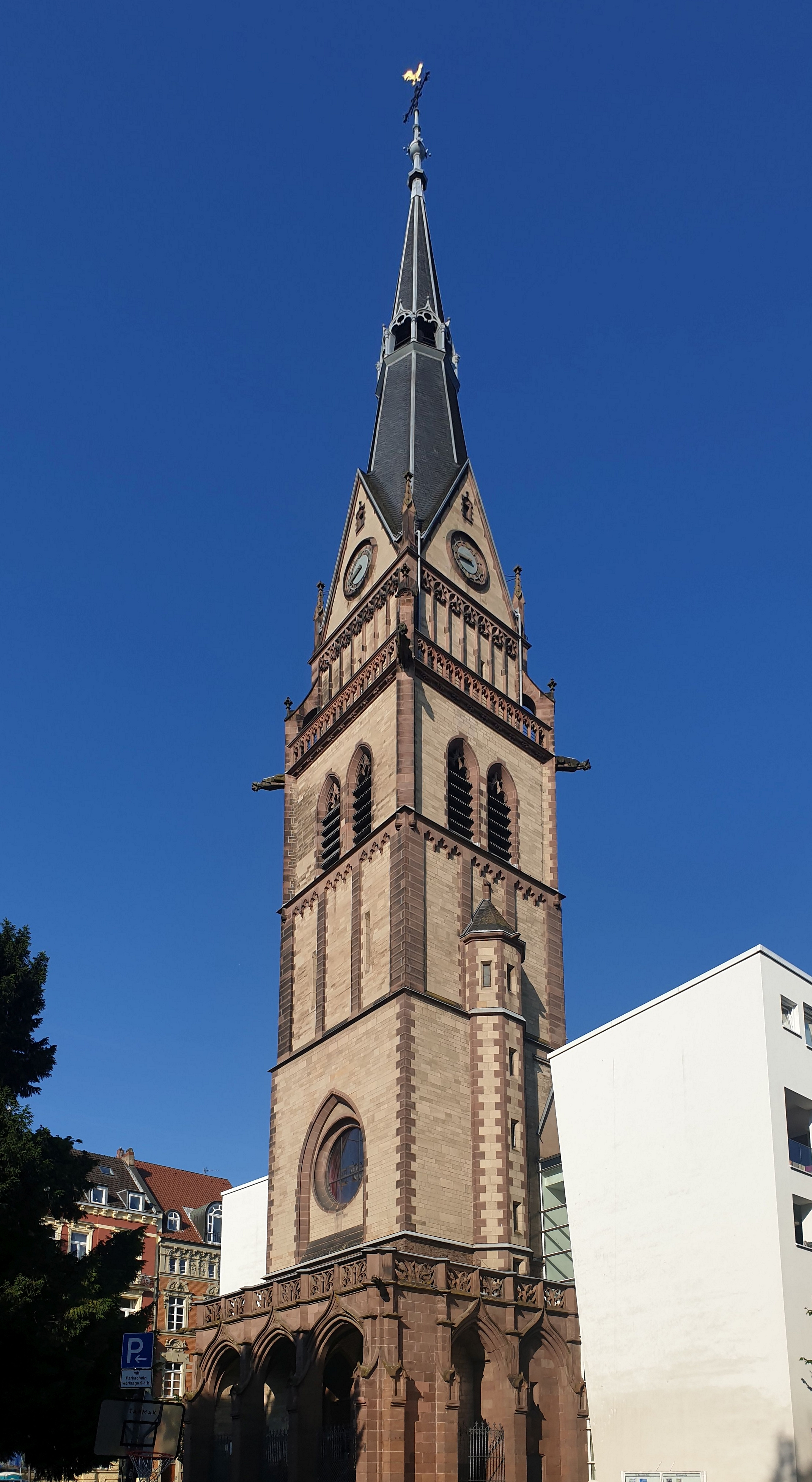
Der neugotische Turm der Christuskirche

Die Christuskirche ist eine evangelische, ursprünglich im Stil der Neugotik nach Plänen der Architekten August Hartel (1844–1890) und Skjøld Neckelmann (1854–1903) von Diözesanbaumeister Heinrich Wiethase (1833–1893) gebaute Kirche im Belgischen Viertel in der Kölner Neustadt. Im Februar 2014 wurde das Kirchenschiff auf Beschluss der Evangelischen Gemeinde Köln abgerissen, um dann auf dem Gelände nach Plänen von Klaus Hollenbeck Architekten und MAIER ARCHITEKTEN ein kleineres Kirchenschiff und eine Wohn- und Gewerbe-Immobilie mit Gemeinderäumen zu errichten. Die Kirche wurde 2016 neu eingeweiht.

## Geschichte

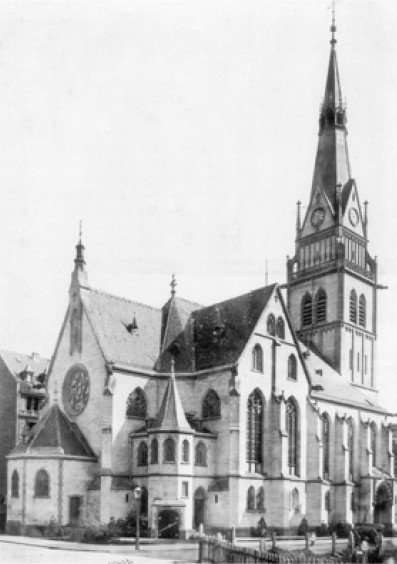
Die Christuskirche von Südwesten 1895

Nach Niederlegung der mittelalterlichen Stadtmauer fasste die Gemeinde 1885 den Beschluss, eine neue Kirche mit 1200 Sitzplätzen zu bauen. Hierzu wurde 1888 ein reichsweiter Wettbewerb ausgelobt. Der erste Preis wurde dem Entwurf des deutschen Architekten August Hartel und des dänischen Architekten Skjöld Neckelmann zuerkannt.
Die Christuskirche wurde von 1891 bis 1894 als erste Kirche in Köln gebaut, die aus eigenen Mitteln der evangelischen Kirche finanziert werden konnte. Das Grundstück hierfür bekam die Evangelische Gemeinde Köln mit Beschluss der Stadtverordnetenversammlung vom 8. Juli 1886 auf Empfehlung des Stadtbaumeisters Josef Stübben von der Stadt Köln geschenkt. Sie war die erste Kirche in der Kölner Neustadt.
Ursprünglich war sie eine prächtige, saalartige Hallenkirche im Stil der Neugotik, der im Wiesbadener Programm empfohlenen Stilrichtung für repräsentative Kirchenbauten. Der Kirchraum verfügte über eine dreiseitige, bestuhlte Galerie und über insgesamt mehr als 1200 Sitzplätze. Der 1990/1991 renovierte 77 Meter hohe Turm bietet in 42 Metern Höhe einen allseitigen Ausblick von einer umlaufenden Galerie. Der Turmhelm über der historischen Uhr ist in 60 Metern Höhe durch eine offene Laterne durchbrochen. Albert Schweitzer gab 1928 sein einziges Orgelkonzert im Kölner Raum in der alten Christuskirche. Carl Jatho, der häufig den Kirchraum bis zum letzten Platz füllte, war hier ab 1894 Pfarrer bis zu seiner gegen großen Widerstand in der Gemeinde in Berlin 1911 beschlossenen Abberufung.
Aufgrund der Nähe zum Kölner Westbahnhof wurde die Kirche in der Nacht vom 20. zum 21. April 1944 im Zweiten Weltkrieg schwer beschädigt. 1951 wurde von den Architekten Hesse und Schulze eine schlichte Saalkirche im Sinne des Neues Bauens und nach dem Vorbild der Stahlkirche von Otto Bartning als Stahlbau mit dünnen Außenwänden in nur neun Monaten gebaut. Am 2. Advent 1951 wurde die Kirche mit 520 Sitzplätzen als erster neuer Saalbau in Köln nach Kriegsende eingeweiht. Seitdem stand die häufig „Alte Dame“ genannte Kirche in einer Mischung aus neugotischem Turm und schlichtem unvollendetem Kirchenschiff aus der Nachkriegszeit als Solitär zwischen Stadtgarten und Kaiser-Wilhelm-Ring.

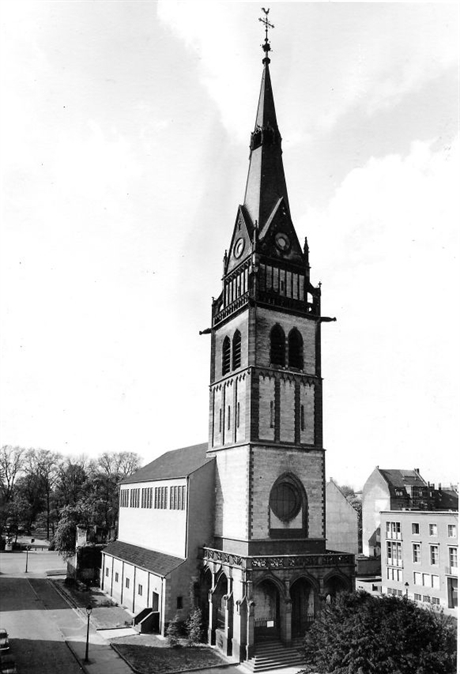
Christuskirche Köln 1951

Kirchturm, Orgelempore und der Gewölbekeller wurden am 21. Mai 1982 unter Denkmalschutz gestellt. Der Rheinische Verein für Denkmalpflege und Landschaftsschutz ernannte die Christuskirche im Mai 2005 wegen des Kirchensaals zum Denkmal des Monats.
Bereits in den siebziger Jahren gab es Überlegungen zu einer grundlegenden Umgestaltung, da die Zahl der Wohnungen und der Einwohner infolge der Umwandlungen in Büroraum stark abgenommen hatte. Im Jahr 1980 beschloss das Presbyterium den vollständigen Abriss des Kirchenschiffs und des fast baufälligen Turms. Dieser Beschluss wurde durch den Stadtkonservator gestoppt. Stattdessen wurde der Turm mit Landeszuschüssen in den Jahren 1990 und 1991 aufwändig saniert und rekonstruiert. Nach mehreren Entwürfen von Neubauten, die meist vom Stadtkonservator abgelehnt wurden, beschloss das Presbyterium der Evangelischen Gemeinde Köln im Mai 2008 den Verkauf des Geländes an einen Investor zum Zweck eines Neubaus an der Stelle des sanierungsbedürftigen Kirchenschiffes, wobei die denkmalgeschützten Bauteile, also der historische Kirchturm, das Kellergewölbe (das sogenannte „Basement“) und die Empore, erhalten bleiben mussten. Statt einer Kirche sollte ein isolierter Raum für Andachten ohne weitere Gemeinderäume entstehen. Diese Absicht führte zu einer starken Bewegung in der Gemeinde, die sich für den Erhalt einer Kirche mit Gemeinderäumen einsetzte.
Nach Überprüfung und Änderung der Gemeindekonzeption aufgrund einer zunehmenden, nicht abnehmenden, Zahl der Gemeindemitglieder entschloss sich die Gemeinde den Entwurf der Architekten Hollenbeck + Maier der weiteren Planung zu Grunde zu legen. Mit dem Ziel der Substanzerhaltung für künftige Generationen beschloss die Evangelische Gemeinde Köln, den Neubau für ca. 9,1 Millionen Euro in Eigenregie durchzuführen. Dieser Kostenrahmen wurde auch im Wesentlichen eingehalten.

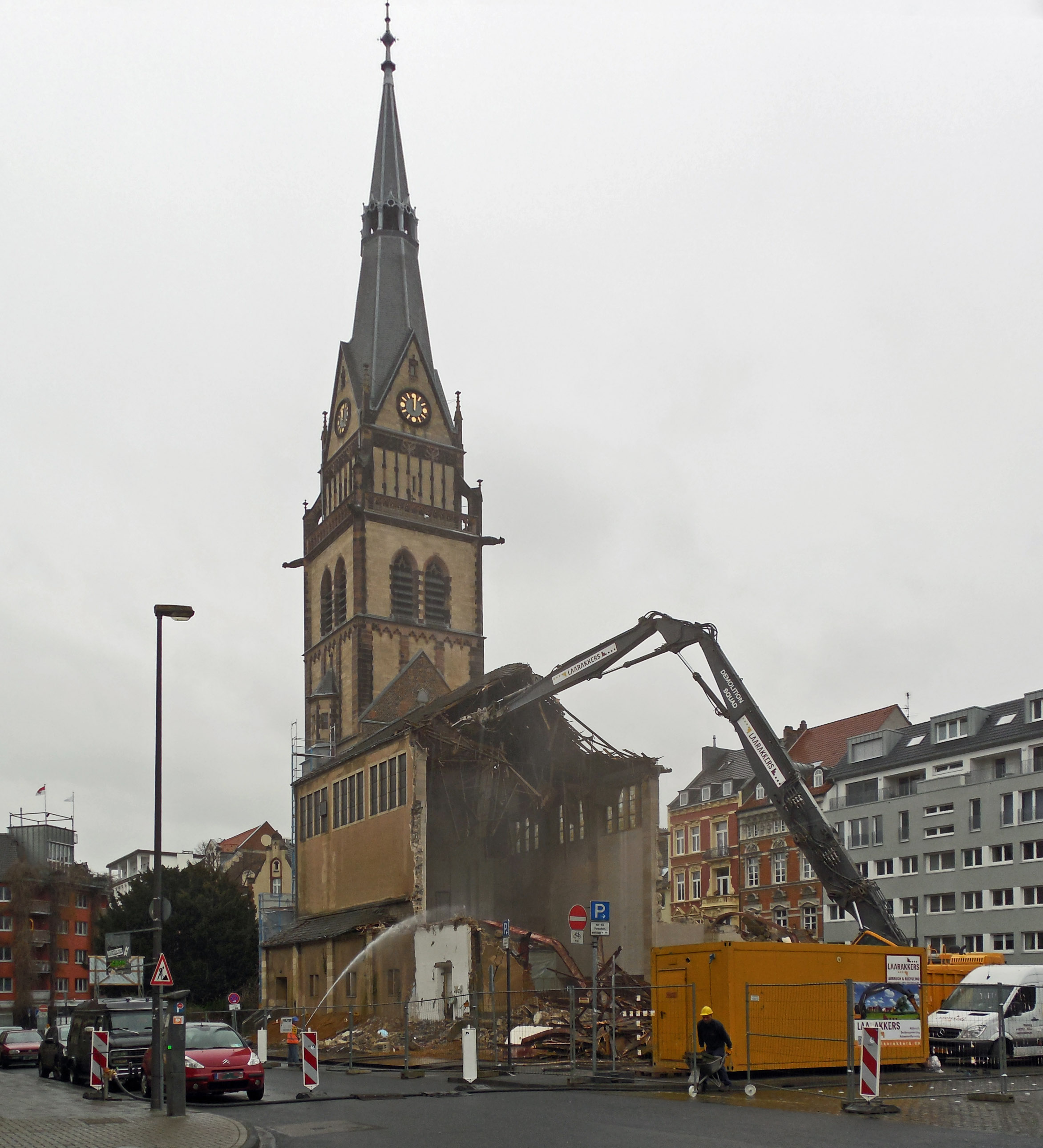
Abriss des Interimsbaus Februar 2014

Gegen den von der evangelischen Kirche in Köln geplanten Abriss der Christuskirche und den Neubau des Entwurfs von Klaus Hollenbeck Architekten und MAIER ARCHITEKTEN gab es Widerstände in der Kölner Bürgerschaft und durch Gemeindemitglieder.
Am 12. Februar 2014 wurde mit den Abrissarbeiten am Kirchenschiff der Christuskirche begonnen.
Am Sonntag, 25. September 2016 wurde das neue Kirchenschiff mit einem Festgottesdienst eingeweiht. Der Kirchraum ist verkleinert worden, da ein großer, wie ihn die ursprüngliche Gemeinde mit ihrem Einzugsgebiet hatte, angesichts der aktuellen Zahlen zu den Gottesdienstbesuchen nicht mehr gerechtfertigt erschien. Links und rechts des Turmes entstand jeweils ein fünfgeschossiger Flügel mit überwiegend Mietwohnungen, dazu Büroflächen und Gemeinderäume, die sich zum sakralen Garten orientieren und einen Ausblick zum Stadtgarten ermöglichen. Die Grundfigur des neuen Kirchraums beruht auf einem Rhombus mit schräggestellten Wänden. Vier Fenster erlauben fokussierte Ausblicke in vier Himmelsrichtungen. Ein Fenster öffnet sich in Richtung des Fernsehturms. Nach innen geneigte Wände im Kirchraum sollen das Gefühl der Geborgenheit erzeugen, nach außen geneigte Wände prägen den offenen sakralen Garten und wollen als Empfangsgeste wirken. Deren Höhe ist mit der des noch bestehenden Kirchenschiffes zu vergleichen.
Nach Entscheidung der Bezirksvertretung Innenstadt wurde am 4. Juni 2016 der Platz zwischen Herwarth- und Werderstraße an der Christuskirche in Gedenken an die Kölner Theologin Dorothee Sölle umbenannt, so dass die Adresse der Christuskirche mittlerweile Dorothee-Sölle-Platz 1 lautet.

## Basement
Der Keller unter der Christuskirche Köln war seit Ende der 1970er Jahre über Jahrzehnte als Basement ein beliebter Ort für Konzerte, Proben und Feiern. Unter anderem gilt es als Geburtsstätte der Band BAP. Außerdem spielten hier Gerd Köster, die Bläck Fööss, Zeltinger, Ladysmith Black Mambazo und Annie Lennox. Am 15. Januar 1980 hatten Joy Division im Basement vor 150 Zuschauern – neben einem Konzert in Berlin – ihren einzigen Auftritt in Deutschland.

## Orgel
Mit der Kirche wurde auch die Orgel von Orgelbaumeister Sauer, die 1927 erweitert worden war, 1944 zerstört. Nach einigen Provisorien kam 1962 eine neue Orgel in die Kirche: eine Schleifladenorgel aus der Werkstatt von Willi Peter mit mechanischer Traktur und elektrischer Setzer-Kombination in die Christuskirche. Für Mensuren und Intonation zeichnete Hans Klotz verantwortlich. Die Orgel mit 23 Registern, zwei Manualen und Pedal, Brustwerk mit Klappenschweller und Tremulant wurde am Erntedankfest, 30. September 1962, eingeweiht. Vor den Abbrucharbeiten wurde die Orgel abgebaut.

## Glocken

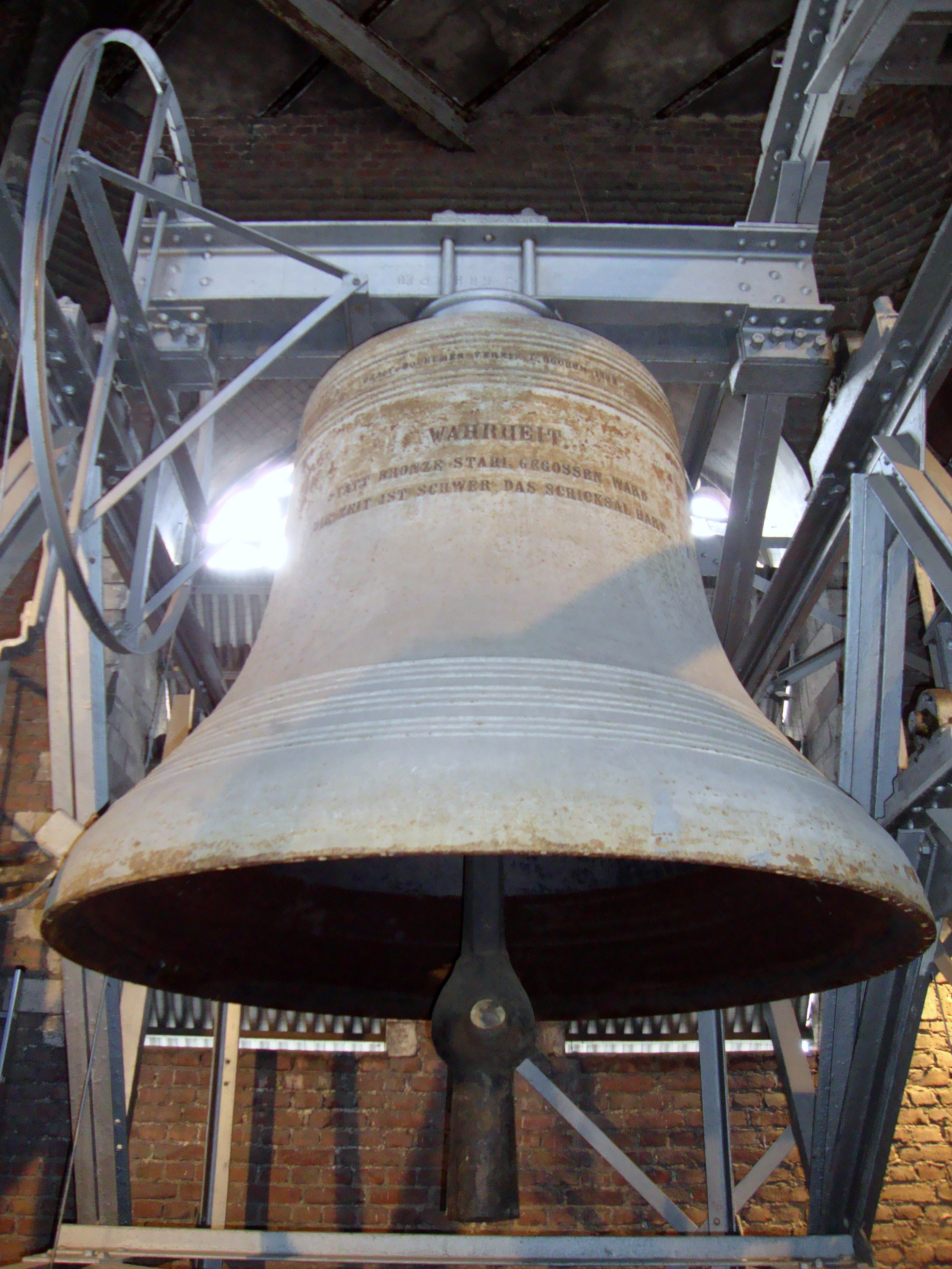
Große Glocke

Die Originalglocken aus Bronze wurden bereits im Ersten Weltkrieg eingeschmolzen. Im Turm hängt heute ein Geläut aus drei Gussstahl-Glocken des Bochumer Vereins von 1923 in den Tönen h, d′ und e′ mit einem Gesamtgewicht von rund 4,7 Tonnen.
Die Inschriften sind geprägt von der Not der Nachkriegszeit: WAHRHEIT. / STATT BRONZE STAHL GEGOSSEN WARD / DIE ZEIT IST SCHWER, DAS SCHICKSAL HART. (große Glocke), FREIHEIT. / DIE VÄTER TRUGEN SCHMACH UND TOD / DEN KINDERN LEUCHTET MORGENROT. (mittlere Glocke), FRIEDE. / GROSS IST DES FEINDES MACHT UND LIST / GELOBET SEIST DU HERR JESUS CHRIST. (kleine Glocke).
Über das Schlagwerk an der großen Glocke wird zur halben und vollen Stunde der Uhrschlag abgegeben. Die mittlere Glocke läutet als Betglocke an Wochentagen am Mittag und Abend. Sonnabends auf 17 Uhr wird mit allen Glocken der Sonntag eingeläutet. Das Vollgeläut erklingt auch vor dem Gottesdienst an Sonn- und Festtagen.

## Kirchenfenster
Die originale Verglasung wurde im Zweiten Weltkrieg zerstört. Mit Planung und Ausführung einer neuen farbigen Verglasung beauftragte die Evangelische Gemeinde Köln nach einem Wettbewerb den Künstler David Schnell. Die farbige Verglasung des Fensters in der Rosette des Turms ist 2018 eingefügt worden.

## Gemeinde
Die Christuskirche gehört mit vier anderen Kirchen (Antoniterkirche, Kartäuserkirche, Lutherkirche und Thomaskirche) zur Evangelischen Gemeinde Köln im Kirchenkreis Köln-Mitte der Evangelischen Kirche im Rheinland. Im Bezirk Christuskirche leben mit Hauptwohnsitz etwa 2400 Gemeindemitglieder. Fast zwei Drittel von ihnen, nämlich knapp 1500, sind zwischen 21 und 45 Jahre alt.

## Kirchenmusiker
- Rosemarie Adam (1929–1990)
- Gerhard Bork (1917–2004)